# William Sawtrey
William Sawtrey est un prêtre anglais, curé de Saint Syth’s de Londres. Réceptif au message de la réforme de l'Église et de ses pratiques, il devient le disciple de John Wycliffe. Il est premier martyr lollard après que le Parlement anglais ait accordé à l’Église le droit de brûler les hérétiques (De haeretico comburendo). Il est arrêté immédiatement et comparaît le 23 février 1401. Condamné, il est brûlé le 20 mars 1401 à Smithfield (Londres).
« Au lieu d'adorer la croix sur laquelle le Christ a souffert, j'adore le Christ qui a souffert dessus ». William Sautrey